# Mistrovství Evropy ve skocích do vody 2013
Mistrovství Evropy ve skocích do vody za rok 2013 proběhlo v Rostocku, Německo ve dnech 18. až 23. června 2013.

## Česká stopa
Na tomto mistrovství Evropy Česko nemělo ve skocích do vody zastoupení.

## Výsledky

### Individuální disciplíny
| Muži              | Zlato                     | Zlato  | Stříbro                  | Stříbro | Bronz                    | Bronz  |
| ----------------- | ------------------------- | ------ | ------------------------ | ------- | ------------------------ | ------ |
| Skoky z 1 m prkna | Illja Kvaša (UKR)         | 467,75 | Martin Wolfram (GER)     | 414,75  | Oliver Homuth (GER)      | 414,45 |
| Skoky z 3 m prkna | Ilja Zacharov (RUS)       | 502,90 | Jevgenij Kuzněcov (RUS)  | 471,55  | Patrick Hausding (GER)   | 428,70 |
| Skoky z 10 m věže | Alexandr Bondar (UKR)     | 521,45 | Patrick Hausding (GER)   | 514,65  | Viktor Minibajev (RUS)   | 500,35 |
| Ženy              | Zlato                     | Zlato  | Stříbro                  | Stříbro | Bronz                    | Bronz  |
| Skoky z 1 m prkna | Tania Cagnottová (ITA)    | 301,20 | Naděžda Bažinová (RUS)   | 274,35  | Marija Poljakovová (RUS) | 273,90 |
| Skoky z 3 m prkna | Tina Punzelová (GER)      | 336,70 | Tania Cagnottová (ITA)   | 331,85  | Naděžda Bažinová (RUS)   | 326,10 |
| Skoky z 10 m věže | Julija Prokopčuková (UKR) | 373,30 | Julija Koltunovová (RUS) | 371,10  | Maria Kurjová (GER)      | 323,00 |

### Týmové disciplíny
| Muži                                     | Zlato                                                  | Zlato  | Stříbro                                                    | Stříbro | Bronz                                                             | Bronz  |
| ---------------------------------------- | ------------------------------------------------------ | ------ | ---------------------------------------------------------- | ------- | ----------------------------------------------------------------- | ------ |
| Synchronizované skoky dvojic z 3 m prkna | Rusko (RUS) (Jevgenij Kuzněcov, Ilja Zacharov)         | 460,44 | Německo (GER) (Patrick Hausding, Stephan Feck)             | 431,58  | Ukrajina (UKR) (Oleksandr Horškovozov, Oleh Kolodij)              | 422,52 |
| Synchronizované skoky dvojic z 10 m věže | Německo (GER) (Patrick Hausding, Sascha Klein)         | 463,20 | Rusko (RUS) (Viktor Minibajev, Arťom Česakov)              | 458,76  | Ukrajina (UKR) (Oleksandr Horškovozov, Dmytro Meženskyj)          | 436,86 |
| Ženy                                     | Zlato                                                  | Zlato  | Stříbro                                                    | Stříbro | Bronz                                                             | Bronz  |
| Synchronizované skoky dvojic z 3 m prkna | Itálie (ITA) (Tania Cagnottová, Francesca Dallapèová)  | 324,30 | Ukrajina (UKR) (Hanna Pysmenská, Olena Fedorovová)         | 300,60  | Spojené království (GBR) (Rebecca Gallantreeová, Alicia Blaggová) | 292,17 |
| Synchronizované skoky dvojic z 10 m věže | Rusko (RUS) (Julija Koltunovová, Natalija Gončarovová) | 315,66 | Spojené království (GBR) (Tonia Couchová, Sarah Barrowová) | 306,24  | Německo (GER) (Maria Kurjová, Julia Stolleová)                    | 299,16 |
| Mix                                      | Zlato                                                  | Zlato  | Stříbro                                                    | Stříbro | Bronz                                                             | Bronz  |
| Smíšený tým                              | Ukrajina (UKR) (Julija Prokopčuková, Alexandr Bondar)  | 413,20 | Německo (GER) (Tina Punzelová, Sascha Klein)               | 384,00  | Rusko (RUS) (Julija Koltunovová, Jevgenij Kuzněcov)               | 348,10 |

## Medailová bilance
Ve skocích do vody se rozdělilo celkem 11 sad medailí.
| Pořadí | Stát                     |       | Muži    | Muži  | Muži  |         | Ženy  | Ženy  | Ženy    |       | Mix   | Mix     | Mix   |  | Muži + Ženy + Mix | Muži + Ženy + Mix | Muži + Ženy + Mix | Celkem |
| Pořadí | Stát                     | Zlato | Stříbro | Bronz | Zlato | Stříbro | Bronz | Zlato | Stříbro | Bronz | Zlato | Stříbro | Bronz |  |                   |                   |                   | Celkem |
| ------ | ------------------------ | ----- | ------- | ----- | ----- | ------- | ----- | ----- | ------- | ----- | ----- | ------- | ----- |  | ----------------- | ----------------- | ----------------- | ------ |
| 1.     | Ukrajina (UKR)           |       | 2       | 0     | 2     |         | 1     | 1     | 0       |       | 1     | 0       | 0     |  | 4                 | 1                 | 2                 | 7      |
| 2.     | Rusko (RUS)              |       | 2       | 2     | 1     |         | 1     | 2     | 2       |       | 0     | 0       | 1     |  | 3                 | 4                 | 4                 | 11     |
| 3.     | Německo (GER)            |       | 1       | 3     | 2     |         | 1     | 0     | 2       |       | 0     | 1       | 0     |  | 2                 | 4                 | 4                 | 10     |
| 4.     | Itálie (ITA)             |       | 0       | 0     | 0     |         | 2     | 1     | 0       |       | 0     | 0       | 0     |  | 2                 | 1                 | 0                 | 3      |
| 5.     | Spojené království (GBR) |       | 0       | 0     | 0     |         | 0     | 1     | 1       |       | 0     | 0       | 0     |  | 0                 | 1                 | 1                 | 2      |
| Celkem | Celkem                   |       | 5       | 5     | 5     |         | 5     | 5     | 5       |       | 1     | 1       | 1     |  | 11                | 11                | 11                | 33     |